# Elizabeth May (triathlon)
Pour les articles homonymes, voir Elizabeth May et May.
Elizabeth May dit Liz May, née le 27 juillet 1983 à Luxembourg-Ville (Luxembourg), est une triathlète professionnelle, championne du monde d'aquathlon en 2011. En 2018, elle est candidate aux elections législatives luxembourgeoises.

## Biographie

### Engagement politique
Elizabeth May est membre du Parti ouvrier socialiste luxembourgeois (LSAP), elle est candidate aux élections législatives du 14 octobre 2018 pour la circonscription Centre.

## Palmarès

### En triathlon
Le tableau présente les résultats les plus significatifs (podium) obtenus sur le circuit international de triathlon et d'aquathlon depuis 2003,.
| Année | Compétition                        | Pays             | Position           | Temps           |
| ----- | ---------------------------------- | ---------------- | ------------------ | --------------- |
| 2011  | Championnats du monde d'aquathlon  | Chine            | Médaille d'or      | 0 h 35 min 47 s |
| 2009  | Championnat d'Europe               | Pays-Bas         | Médaille d'argent  | 1 h 56 min 10 s |
| 2006  | Coupe du monde - l'étape de Pékin  | Chine            | Médaille de bronze | 2 h 5 min 24 s  |
| 2005  | Coupe d'Europe - l'étape de Genève | Suisse           | Médaille de bronze | 2 h 17 min 2 s  |
| 2004  | Championnats du monde d'aquathlon  | Portugal         | Médaille d'argent  | 0 h 33 min 48 s |
| 2003  | Championnats du monde d'aquathlon  | Nouvelle-Zélande | Médaille d'argent  | 0 h 33 min 36 s |

### En athlétisme
Le tableau présente les résultats les plus significatifs (« Top 10 ») obtenus sur le circuit national de cross-country depuis 2006.
| Année | Compétition                                | Lieu       | Place | Épreuve    | Performance |
| ----- | ------------------------------------------ | ---------- | ----- | ---------- | ----------- |
| 2010  | Championnat du Luxembourg de cross-country | Diekirch   | 1re   | Individuel | 18 min 17 s |
| 2009  | Championnat du Luxembourg de cross-country | Luxembourg | 1re   | Individuel | 20 min 18 s |
| 2006  | Championnat du Luxembourg de cross-country | Diekirch   | 1re   | Individuel | 20 min 33 s |